# Chromocryptus mesorufus
Chromocryptus mesorufus là một loài tò vò trong họ Ichneumonidae.